# ソフトギア
株式会社ソフトギアは、日本のオンラインゲームを開発する会社。大規模なゲームサーバ開発の実績を有する技術ベンチャーである。オンラインゲームの企画・開発を中心に、ネットワーク通信システムの研究開発などを行っている。

## 沿革
- 2008年2月6日 - 「株式会社フェニックスソフト」設立。
- 2008年3月3日 - 開発エンジニアの募集を開始。
- 2008年6月6日 - 公式HPリニューアル。(https://www.soft-gear.co.jp/)
- 2009年1月10日 - 本社を新宿区から渋谷区に移転。
- 2013年11月7日 - 商号を「株式会社ソフトギア」に変更。
- 2019年6月4日 - オンラインゲーム用サーバソリューション「Strix Cloud（ストリクスクラウド）」正式サービス開始。

## 主要事業

### ソリューション開発
- STRIX ENGINE - オンラインゲーム開発用ライブラリ(https://www.strixengine.com/)
- Strix Cloud- オンラインゲーム開発用サーバソリューション（https://www.strixengine.com/）
- SnowDB - インメモリデータベース（独自特許技術使用）
- nine (neuro impulse network engine) - オンラインゲーム開発用通信ライブラリ　⇒　STRIXに移行

### コンテンツ開発
- ファンタジーアース ゼロ - アクションストラテジーMMORPG